# Pieterlen
Pieterlen (franska: Perles) är en ort och kommun i distriktet Biel i kantonen Bern i Schweiz. Kommunen har 5 168 invånare (2023).